# Sazawa

Mapa Czech z zaznaczoną Sazawą i jej dorzeczem.

Sazawa (cz. Sázavaⓘ, niem. Sasau lub Sazawa) – rzeka o długości 218 km w Czechach, w krajach Wysoczyna i środkowoczeskim, prawy dopływ Wełtawy.

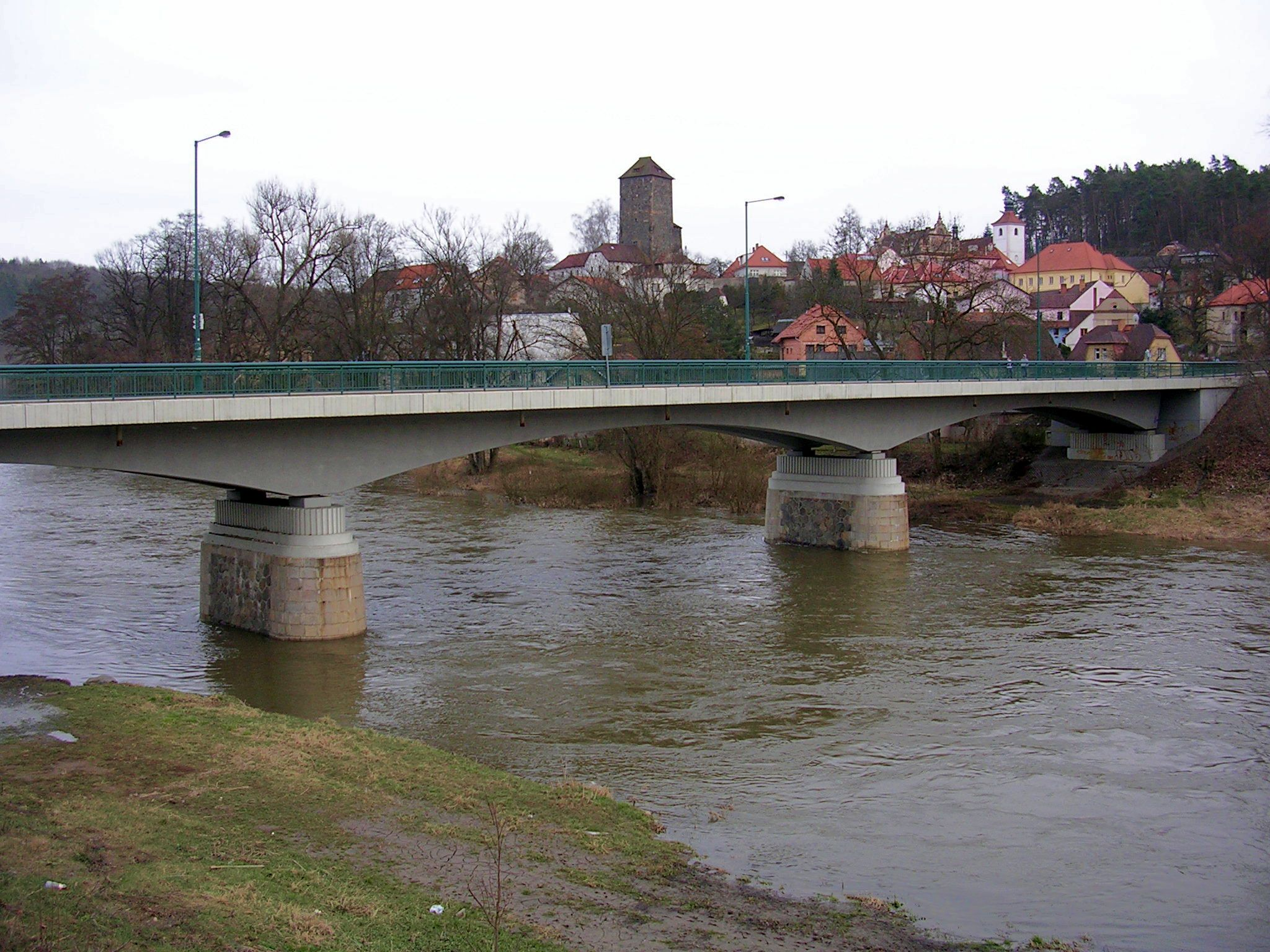
Sazawa w Tyńcu

Miasta na Sazawą:
- Zdziar nad Sazawą
- Týnec nad Sázavou
- Zruč nad Sázavou
- Horka nad Sázavou
- Ledeč nad Sázavou
- Sázava
- Rataje nad Sázavou